# Nankang-Fondriest
El Nankang-Fondriest (código UCI: CEF) es un equipo ciclista italiano de categoría continental.
La formación es considerada heredera del desaparecido Ceramica Flaminia de Roberto Marrone que compitió entre 2005 y 2010. 
Fue creado para la temporada 2013, nuevamente dirigida por Marrone y con el mismo patrocinador principal. A su vez, el equipo es filial del UCI ProTeam Saxo Bank.

## Material ciclista
El equipo utiliza bicicletas Fondriest.

## Clasificaciones UCI
A partir de 2005 la UCI instauró los Circuitos Continentales UCI, donde el equipo está desde que se creó en 2013, registrado dentro del UCI Europe Tour. Estando en las clasificaciones del UCI Europe Tour Ranking. Las clasificaciones del equipo y de su ciclista más destacado son las siguientes:
| Temporada               | Clasificación por equipos | Mejor corredor en la clasificación individual | Posición |
| 2012-2013 (Europe Tour) | 23º                       | Ivan Rovny                                    | 20º      |
| 2013-2014 (Europe Tour) | 107.º                     | Matteo Belli                                  | 485.º    |

## Palmarés
Para años anteriores, véase Palmarés del Nankang-Fondriest

### Palmarés 2014

#### Circuitos Continentales UCI
| Fechas | Circuito | Carreras | Ganador |

## Plantilla
Para años anteriores, véase Plantillas del Nankang-Fondriest

### Plantilla 2014
| Nombre           | Nacimiento | Nacionalidad | Equipo 2013                             |
| Filippo Baggio   | 05/06/1988 | Italia       | Ceramica Flaminia-Fondriest             |
| Alfredo Balloni  | 20/09/1989 | Italia       | Ceramica Flaminia-Fondriest             |
| Matteo Belli     | 17/06/1988 | Italia       | Neoprofesional                          |
| Edward Beltrán   | 18/01/1990 | Colombia     | EPM-UNE                                 |
| Nicola Dal Santo | 14/11/1988 | Italia       | Ceramica Flaminia-Fondriest             |
| Alfonso Fiorenza | 27/02/1991 | Italia       | Neoprofesional                          |
| Giacomo Forconi  | 24/04/1993 | Italia       | Ceramica Flaminia-Fondriest (stagiaire) |
| Davide Gabburo   | 01/04/1993 | Italia       | Neoprofesional                          |
| Matteo Gozzi     | 11/12/1987 | Italia       | Neoprofesional                          |
| Antonio Merolese | 07/07/1992 | Italia       | Neoprofesional                          |
| Alex Paoli       | 09/07/1993 | Italia       | Neoprofesional                          |
| Loris Paoli      | 04/03/1991 | Italia       | Neoprofesional                          |
| Luca Taschin     | 08/06/1994 | Italia       | Neoprofesional                          |
| Lorenzo Trabucco | 26/03/1994 | Italia       | Neoprofesional                          |